# 東京八王子線
東京八王子線（とうきょうはちおうじせん）は、三鷹市牟礼1丁目（牟礼橋）から八王子市南浅川町（高尾山IC）を東西に結ぶ全長34.2kmの幹線道路（都市計画道路）である。国および東京都によって整備が進められており、起点側で接続している東京都市計画道路幹線街路放射第5号線（都道14号線）と一体となって並行する甲州街道（国道20号）の渋滞緩和・補完機能を果たすことが期待されている。日野バイパス区間は並行する甲州街道が2007年に国道20号の指定を外れ東京都道256号八王子国立線に降格したため国道20号の本線となった。
特に、三鷹市牟礼 - 国立市谷保間の東京都道14号新宿国立線として認定されている区間に東八道路の通称が設定されている。
都市計画事業としての名称は路線番号・路線名とも2号東京八王子線で統一されているが、通称は区間によって異なっている。

## 区間
三鷹市牟礼1丁目（牟礼橋・東京都市計画道路幹線街路放射第5号線）

　　｜ 東八道路（東京都道14号新宿国立線）

　　｜　　三鷹都市計画道路3・2・2号東京八王子線

　　｜　　府中都市計画道路3・2・2の1号東京八王子線

　　｜　　小金井都市計画道路3・2・2号線東京八王子線

　　｜　　府中都市計画道路3・2・2の2号東京八王子線　※未開通区間あり

国立インター入口交差点（国道20号交差）

　　｜ 日野バイパス（国道20号）

　　｜　　国立都市計画道路3・3・2号東京八王子線

　　｜　　日野都市計画道路3・3・2号東京八王子線

日野市川辺堀之内

　　｜ 日野バイパス延伸部（国道20号）

　　｜　　日野都市計画道路3・3・2号東京八王子線　※未開通区間あり

八王子市北野町（国道16号交差）

　　｜ 八王子南バイパス（国道20号）

　　｜　　八王子都市計画道路3・3・2号東京八王子線　※未開通区間あり

八王子市南浅川町（高尾山IC）（国道20号交差）